# Sipo (labdarúgó)
Armando Sipoto Bohale Aqueriaco, ismertebb nevén: Sipo (Alicante, 1988. április 21. –) spanyol születésű egyenlítői-guineai válogatott labdarúgó, az Independiente Alicante játékosa.
Az egyenlítői-guineai válogatott tagjaként részt vett a 2012-es afrikai nemzetek kupáján.